# Mạnh Liên
Huyện tự trị dân tộc Thái-Lạp Hỗ-Ngõa Mạnh Liên (chữ Hán giản thể: 孟连傣族拉祜族佤族自治县, âm Hán Việt: Mạnh Liên Thái tộc Lạp Hỗ tộc Ngõa tộc tự trị huyện) là một huyện thuộc địa cấp thị Phổ Nhĩ, tỉnh Vân Nam, Cộng hòa Nhân dân Trung Hoa. Huyện này có diện tích 1.957 km², dân số năm 2003 là 110.000 người. Chính quyền huyện đóng ở trấn Na Doãn.

## Phân chia hành chính
Về mặt hành chính, huyện này được chia thành 3 trấn, 4 hương.
- Trấn: Na Doãn, Mạnh Liên và Mạnh Mã.
- Hương: Cảnh Tín, Phú Nham, Công Tín và Lạp Lũy.